# Stosunki polsko-rumuńskie

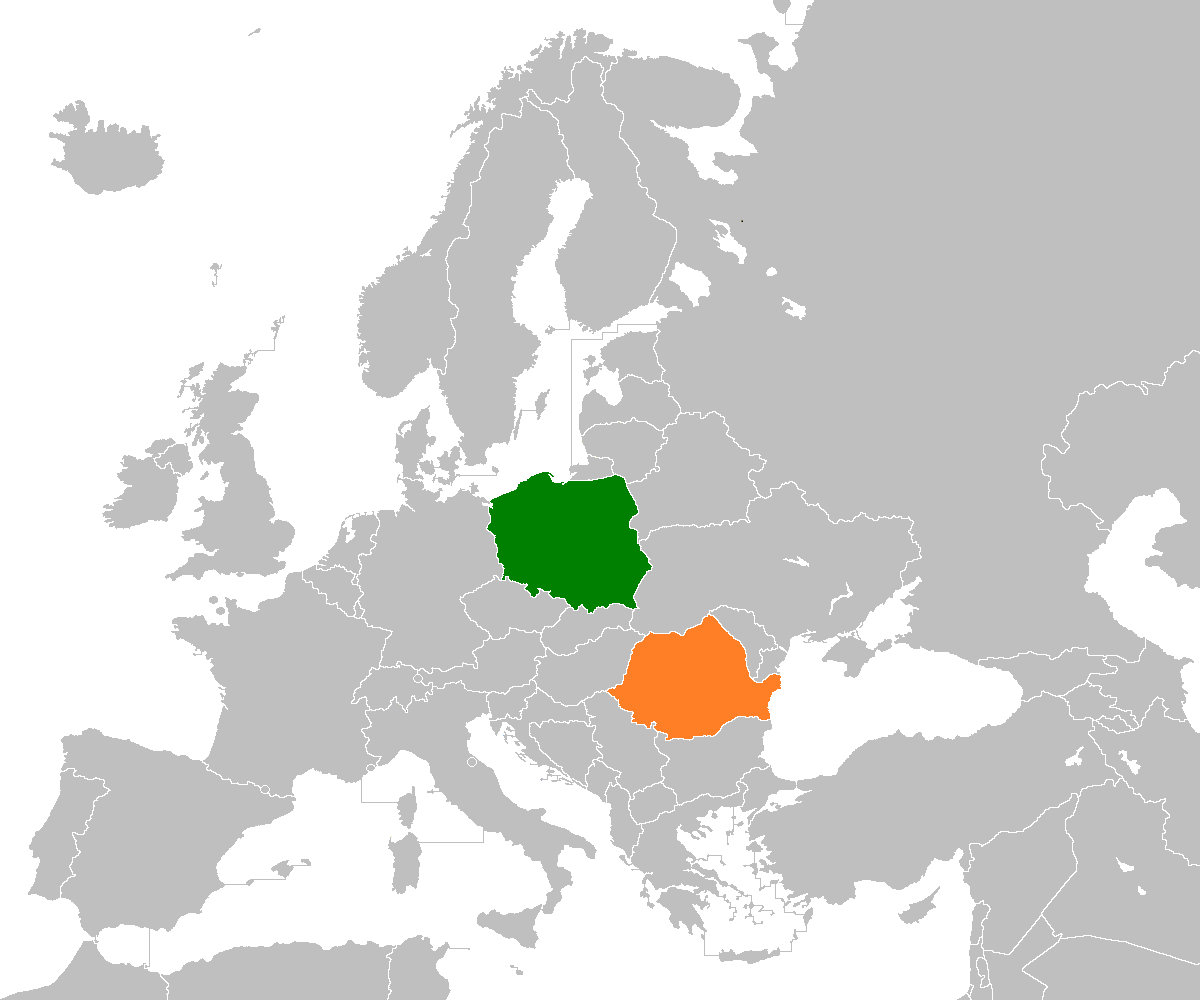
Polska i Rumunia

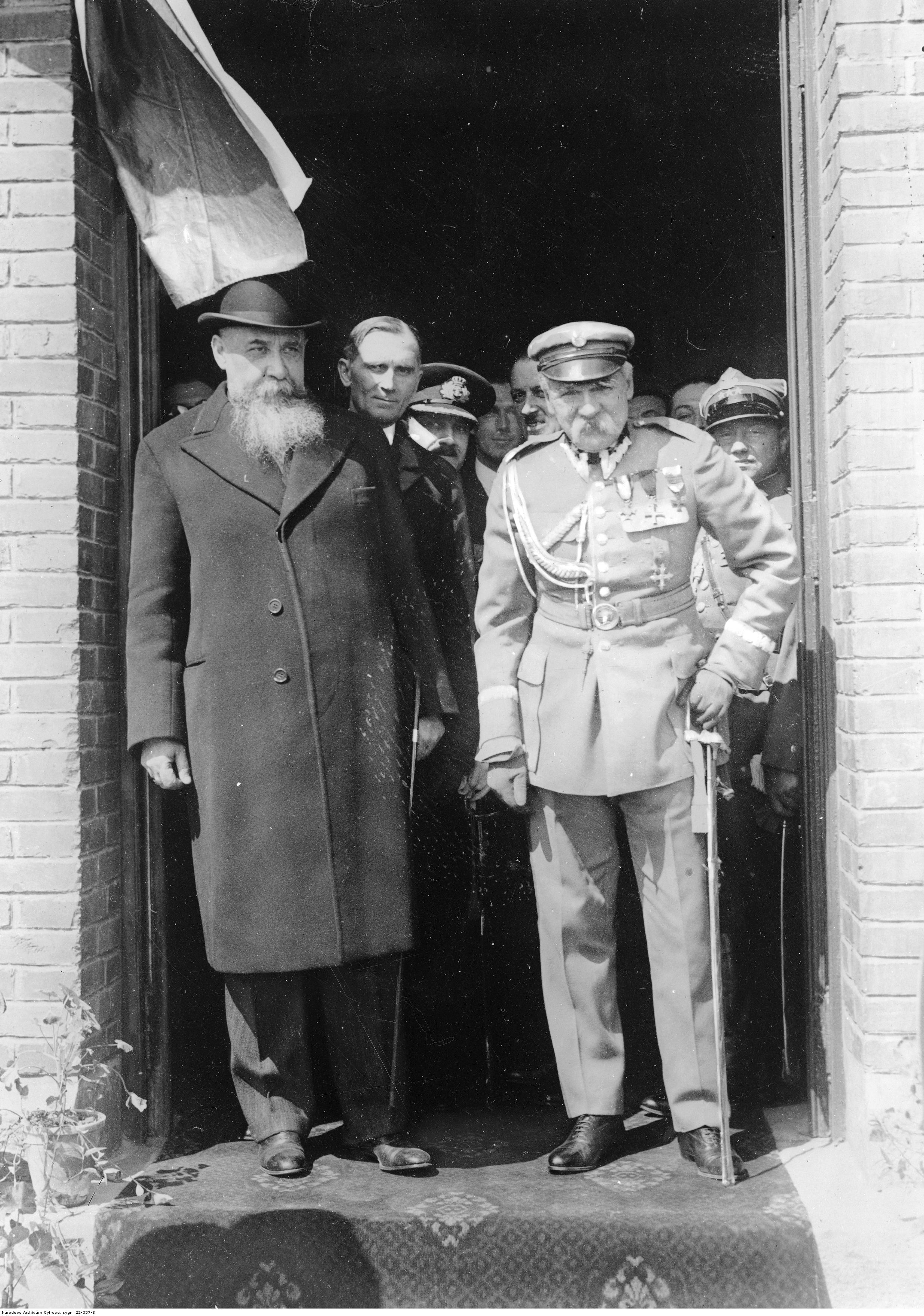
Józef Piłsudski (z prawej) i premier Nicolae Iorga w Bukareszcie (1932)

Stosunki polsko-rumuńskie – wzajemne relacje między Polską a Rumunią.

## Rys historyczny

### Hospodarstwo Mołdawskie
W czasach Królestwa Polskiego i Rzeczypospolitej Obojga Narodów utrzymywano poprawne stosunki z Hospodarstwem Mołdawskim (istniejącym na terenach dzisiejszej Mołdawii, z którym graniczyły). W 1387 Piotr I Muszatowicz złożył Władysławowi Jagielle hołd lenny ze swoich ziem. Taka forma zależności Mołdawii od Królestwa Polskiego funkcjonowała do 1487, kiedy to te tereny zostały lennem Imperium Osmańskiego. Władze polskie wielokrotnie starały się ponownie odzyskać władzę nad tymi terenami, chcąc oddalić zagrożenie tureckie spod granic Rzeczypospolitej. W 1552 w wyniku intryg Aleksander Lăpușneanu został hospodarem, mimo początkowej pomocy Polski zdecydował się dalej zostać lennikiem tureckim. Ostatni raz podporządkować Polsce hospodarstwo próbował Jan III Sobieski, pomimo trzech prób nie udało się zrealizować celu.

### Królestwo Rumunii
Stosunki dyplomatyczne między II Rzeczypospolitą a Królestwem Rumunii zostały zawiązane 22 czerwca 1919, choć oba państwa współpracowały jeszcze przed nawiązaniem oficjalnych relacji dyplomatycznych. Wojsko Polskie prowadziło wspólnie z armią rumuńska działania przeciwko Zachodnioukraińskiej Republice Ludowej w czasie polsko-ukraińskich walk o Galicję Wschodnią. W tym czasie oddziały rumuńskie w porozumieniu z dowódzwem polskim okupowały Pokucie. Jednocześnie przez Mołdawię repatriowano do kraju 4 Dywizję Strzelców Polskich.
Relacje między Polską i Rumunią w 20-leciu międzywojennym, kiedy dzieliły 338 km wspólnej granicy, były bardzo dobre. Oba państwa podpisały serię traktatów (w 1921, 1926, 1931) ustanawiających sojusz polsko-rumuński, w ramach którego zobowiązywały się do wzajemnej obrony przed wszelką napaścią z zewnątrz. 
Po wybuchu II wojny światowej władze II Rzeczypospolitej na czele z prezydentem Ignacym Mościckim oraz polscy żołnierze przekroczyli granicę z Rumunią, gdzie zostali internowani. Rząd rumuński nie akredytował przedstawiciela przy emigracyjnych władzach RP z premierem Władysławem Sikorskim na czele. W 1940 nakazał zlikwidowanie polskich placówek dyplomatyczno-konsularnych na terytorium Rumunii.
13 sierpnia 1945 Polska Ludowa i Socjalistyczna Republika Rumunii nawiązały stosunki dyplomatyczne. W kwietniu 1946 rozpoczęły działalność przedstawicielstwa dyplomatyczne obu państw.

## Współczesność

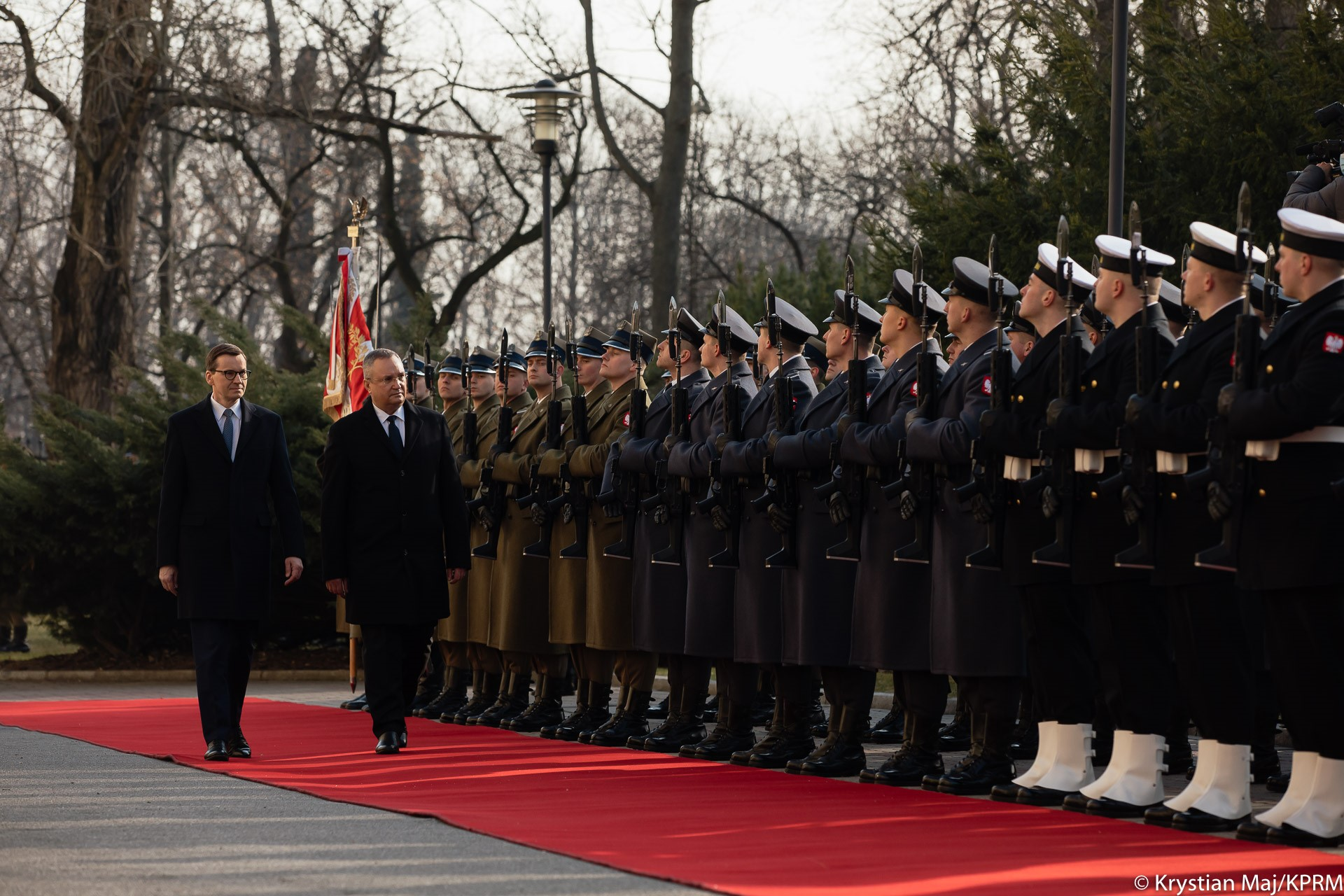
Szefowie rządów Polski i Rumunii podczas spotkania w Warszawie, 2021

Po 1989 oba państwa wybrały drogę zmiany ustroju z socjalistycznego na demokratyczny. Oba państwa wstąpiły do szeregu organizacji międzynarodowych, na czele z Unią Europejską, NATO, Radą Europy, Organizacji Bezpieczeństwa i Współpracy w Europie, Trójmorza oraz Bukaresztańską Dziewiątką.
W latach 90. Polska i Rumunia rozwijały głównie współpracę gospodarczą. Z czasem zaczęły dostrzegać także potencjał we wspólnym postrzeganiu kwestii bezpieczeństwa i obronności, w tym współpracy z USA i zagrożenia ze strony Rosji. Od 2017 w Krajowej stacjonuje Polski Kontyngent Wojskowy w Rumunii. Według stanu na I połowę 2023 jego stan liczył do 300 żołnierzy i pracowników. Z kolei w Polsce w ramach sił NATO stacjonuje ok. 120 żołnierzy rumuńskich.
Od 2018 odbywają się polsko-rumuńskie konsultacje międzyrządowe. W 2023 parlamenty Polski i Rumunii podjęły uchwały o ustanowieniu 3 marca Dniem Solidarności Polsko-Rumuńskiej.
W latach 2022-2023 wartość wymiany handlowej między oboma krajami przekraczała 10 mld euro rocznie z saldem dodatnim po stronie Polski. Według danych z października 2024 roku w Rumunii zarejestrowanych było 1738 firm z polskim kapitałem. Według danych Narodowego Banku Rumunii z 2023 roku Polska była 23. największym inwestorem zagranicznym w Rumunii.
W czerwcu 2024 resorty kultury obu państw zainicjowały trwający do października 2025 Sezon Kulturalny Rumunia-Polska 2024/2025.

## Polonia
Według spisu z 2021 Polonia w Rumunii liczyła 2137 osób. Większość z nich zamieszkiwała Suczawę na północy Rumunii.